# Adigeföld
Adigeföld (hivatalosan: Adige Köztársaság, oroszul Республика Адыге [Reszpublika Adige], cserkeszül: Адыгэ Республик, más néven: Adigeja) egyike a cserkesz népek Orosz Föderációhoz tartozó 3 észak-kaukázusi tagköztársaságának (a másik kettő Karacsáj- és Cserkeszföld, valamint Kabard- és Balkárföld). A Déli szövetségi körzet része. Minden oldalról a Krasznodari határterület határolja, vagyis enklávé. 7798 km2-es területével és közel 460 ezer fős lakosságával az ország egyik legkisebb közigazgatási egysége, népsűrűsége bőven meghaladja az országos átlagot. 1922-ben alapították Cserkesz-Adige autonóm terület néven, majd 1928-tól az Adige autonóm terület nevet viselte. 1937–1991 között a Krasznodari határterület része volt. Teljes egészében a Krasznodari határterület veszi körül. Székhelye Majkop, amely gazdasági és kulturális központja is egyben.
Oroszország délnyugati részén, a Kaukázus északi előterében található. Területe hegyvidéki és dombos, a Kubán-folyó és mellékágai szelik át. Délen a Nagy-Kaukázus láncai húzódnak, míg északon sík területek találhatók. Az éghajlat mérsékelt kontinentális, enyhe telekkel és meleg nyarakkal. Gazdag természeti kincsekben, erdők, folyók és termékeny földek jellemzik. A régió fontos mezőgazdasági központ, főként gabonafélék, napraforgó és dohány termesztésével.
Történelme szorosan kapcsolódik a cserkesz népekhez, akik évszázadok óta ezen a területen élnek. A középkorban a régió a Kaukázus északi részén kialakuló különböző fejedelemségek része volt. A 16–18. században az Oszmán Birodalom és az Orosz Cárság is befolyásolni próbálta a térséget. A 19. században az Orosz Birodalom meghódította Adigeföldet a kaukázusi háborúk során (1817–1864), ami az adigék és más cserkesz népek tömeges kitelepítéséhez és népirtásához vezetett. A szovjet időszakban 1922-ben létrehozták az Adige Autonóm Területet. A Szovjetunió felbomlása után Adigeföld az Orosz Föderáció része maradt, autonóm köztársasági státuszban. Ma kulturális és etnikai örökségét próbálja megőrizni, miközben gazdasági fejlődésre törekszik.

## Természetföldrajz

Adigeföld domborzati térképe

Déli része a Kaukázus hegyei közé nyúlik, itt találjuk legmagasabb hegyeit (Csugus – 3238 m, Fist – 2867 m). Itt ered a Belaja folyó, amely végighalad a köztársaságon, e mellett épült fel a főváros is. A Nagy-Kaukázus lejtőin erdőségek találhatóak, ez a körzet a fakitermelés fontos helyszíne. Keleti határát a Laba-, északi határát a Kubán folyó alkotja (melynek felduzzasztásával hozták létre a Krasznodari-víztározót). Északi része a kubáni sztyeppeket foglalja magába, alföldi jellegű. A köztársaság északi része a Kubán és a Laba teraszaival élénkített hullámos alföld. A legtöbb csapadék nyáron (májustól szeptemberig) hull, az ősz száraz és napsütéses. Télen is viszonylag enyhe az éghajlata, bár előfordulnak északról érkező hidegbetörések.
A köztársaság legdélibb része a Kaukázusi Természetvédelmi Terület bioszféra-rezervátumához tartozik.

## Történelem

### Középkorban
Az adigék (más néven cserkeszek) a 13. században telepedtek itt le, ekkor az Arany Horda, később (a 16. századtól) a törökök és a krími tatárok uralma alá kerültek. 1552-ben követséget küldtek az orosz cárhoz védelmet kérve a tatárok ellen.

### Az orosz hódítás
A mai Adigeföld területe a kaukázusi háborúk (1830–1864) során került Oroszországhoz. A főként földműveléssel foglalkozó adigék nagy része a helyi arisztokrácia és földesurak birtokain dolgozott. A gyarmatosító oroszok is nagy földterületet sajátítottak ki, telepesfalvakat (sztanyicákat) hoztak létre.

### A szovjet korszak
1918 márciusában megalakult a szovjethatalom a Kubánban is, de ugyanezen év őszén a terület a fehérgárdisták kezére került. Az adigék nagy része a bolsevikokat támogatta (a cári fehérgárdista kormányzat elvette a földjeiket és üldözte a nemzetiségeket), de vezetőjüket, Mosz Sovgenovot hamarosan meggyilkolták. 1920 márciusában a Vörös Hadsereg déli offenzívája Ordzsonikidze és Kirov vezetésével szétzúzta Gyenyikin seregeit és a területen helyreállt a szovjethatalom.
1920. december 11-én a Kubán–Fekete-tengeri forradalmi bizottság határozatot hozott az adigék lakta terület nemzetiségi autonómiájáról. Az OSZFSZKn belül az adigék lakta területeken 1922. július 27-én alakították meg a Cserkesz (Adige) Autonóm Területet, melynek székhelye Krasznodarban volt, de elnevezését egy hónapon belül, augusztus 24-én Adige (Cserkesz) Autonóm Területre változtatták, majd 1928 júliusában kapta végleges elnevezését: Adige Autonóm Terület. Ekkoriban területe jóval kisebb volt a mainál, a Kubán bal partjának síkvidékét foglalta magában, lakosainak nagy részét (1926-ban 44,8%-át) az adigék alkották. A szocializmus első évtizedében az adigék kulturális fejlődése felgyorsult, kialakították saját ábécéjüket, 1931-re megszűnt az írástudatlanság a felnőttek körében.
1936 áprilisában Majkopot és környékét, valamint a Giaginszkajai járást (orosz többségű lakossággal) az autonóm területhez csatolták, és az új főváros Majkop lett. Eredetileg Tuapsze kikötőjét is hozzá akarták csatolni, de ez nem valósult meg.
1924–től az akkor létrehozott Észak-kaukázusi határterülethez, 1934 és 1937 között az ennek kettéosztásakor a nyugati feléből alakult Azovi–Fekete-tengeri határterülethez, majd 1937-től ez utóbbinak újabb felosztása után a déli feléből alakult Krasznodari határterülethez tartozott. 1939-ben 241,5 ezer lakosa volt (28% városban élt).
1940-ben újabb Majkop környéki területeket csatoltak az autonóm területhez, melynek területe ekkor 4,4 ezer km² volt (a Belaja völgyét csak az 1950-es évek végén csatolták hozzá, így alakult ki mai területe). A Kaukázus felé előrenyomuló németek 1942. augusztus 16-án foglalták el Majkopot. Az adige férfiak nagy része a kubáni kozákokból szervezett hadtestekbe vonult be harcolni a megszállók ellen. 1943. január 30-án a Kaukázusontúli Front hadereje visszafoglalta a fővárost.
1970-ben 386 ezer lakosa volt.

### Az Oroszországi Föderáció köztársaságaként
1991. július 3-án Adigeföld köztársasággá alakult és az Oroszországi Föderáció önálló alanya (szubjekt) lett, elszakadva a Krasznodari határterülettől. 1992 januárjában megválasztották első elnökét, Aszlan Dzsarimovot.
A köztársaság vezetése azóta is az adigék képviselőinek kezében van. A lakosság többségét alkotó oroszok egy része érdekeinek képviseletére megalakította a Szláv Uniót és 2004-ben felvetették az autonómia megszüntetésének és a Krasznodari határterületbe való beolvadásnak a tervét, ezt azonban a helyi lakosság és a moszkvai vezetés egyaránt elutasította.

## Gazdaság
A mezőgazdasági termelés a köztársaság északi részére összpontosul (búza, napraforgó, tea, dohány), míg a fakitermelés a déli területekre. 1998-ban a mezőgazdaságilag hasznosított terület 781,4 ezer hektár volt. A Krasznodari-víztározó mentén rizstermesztés is folyik. A tenyésztett állatok közül a szarvasmarha a legfontosabb, a hegyvidéken sok juhot is tartanak. Legjelentősebb iparága az élelmiszeripar (hús- és tejkombinát Majkopban, konzervgyár Jablonovszkijban, cukorgyár Giaginszkajában, illóolajgyár Natirbovóban). A fafeldolgozó ipar központja Majkop, ahol papírgyár és bútorgyártó kombinát is működik. A vegyipar szintén a fővárosban összpontosul, melynek környékén (a várostól nyugatra) már 1909-ben megkezdődött a kőolaj-, majd az 1926-ban a földgázkitermelés (gazolingyártás). Forgácsológép- és faipari gépgyártás (Majkop). A Belaja folyón két vízerőmű üzemel. Egyre fontosabb az idegenforgalom, mely a Belaja-völgyben összpontosul (több szanatórium összesen 1500 férőhellyel).
Középső részén áthalad a Tuapsze–Armavir vasútvonal, melyről Belorecsenszknél déli irányba ágazik le a Majkop–Kamennomosztszkij szárnyvonal. Majkopban kisebb repülőtér található. A Kubánon folyami hajózás.

## Népesség
Adigeföldnek a 2002-es népszámláláskor 447,1 ezer lakosa volt. A városokban és a városi jellegű településekben élt a lakosság 52,5%-a. A lakosság 24,1%-a adige nemzetiségű (1939 óta nagyjából változatlan a névadó nemzetiség aránya, 21-25% között mozog), a többséget az oroszok alkotják (64,5%). Az ukránok (2%) aránya 1926-ban még 23,3% volt (főként mezőgazdasággal foglalkozó telepesek), később asszimilálódtak az oroszokkal. Dinamikusan növekszik az örmények (3,4%) száma. A köztársaság természetes szaporodása negatív (2005-ben a születési ráta 10,3; a halálozási ráta 15,3‰ volt).

### Nemzetiségek
| Népszámlálás éve Nemzetiségek | 1926           | 1939            | 1959            | 1970            | 1979            | 1989            | 2002            | 2010            | 2021                                              |
| ----------------------------- | -------------- | --------------- | --------------- | --------------- | --------------- | --------------- | --------------- | --------------- | ------------------------------------------------- |
| Cserkeszek (Adigék)           | 50 821 (44,8%) | 55 048 (22,8%)  | 65 908 (23,2%)  | 81 478 (21,1%)  | 86 388 (21,4%)  | 95 439 (22,1%)  | 108 115 (24,2%) | 107 048 (25,2%) | 98 138 adige és 16 113 cserkesz (23%)             |
| Oroszok                       | 29 102 (25,6%) | 171 960 (71,1%) | 200 492 (70,4%) | 276 537 (71,7%) | 285 626 (70,6%) | 293 640 (68,0%) | 288 280 (64,5%) | 270 714 (61,5%) | 287 778 (57,9%)                                   |
| Örmények                      | 738 (0,7%)     | 2 348 (1,0%)    | 3 013 (1,1%)    | 5 217 (1,4%)    | 6 359 (1,6%)    | 10 460 (2,4%)   | 15 268 (3,4%)   | 15 561 (3,5%)   | 14 810 (3,0%)                                     |
| Ukránok                       | 26 405 (23,3%) | 6 130 (2,5%)    | 7 988 (2,8%)    | 11 214 (2,9%)   | 12 078 (3,0%)   | 13 755 (3,2%)   | 9 091 (2,0%)    | 5 856 (1,3%)    | 2 810 (0,6%)                                      |
| Más nemzetiségek              | 6 415 (5,7%)   | 6 313 (2,6%)    | 7 289 (2,6%)    | 11 198 (2,9%)   | 13 939 (3,4%)   | 18 752 (4,3%)   | 26 355 (5,9%)   | 40 817 (9,3%)   | 77 285 (amelyből 50 304 nem nyilatkozott) (15,5%) |
| Összesen                      | 113 481        | 241 799         | 284 690         | 385 644         | 404 990         | 432 046         | 442 109         | 439 996         | 496 934                                           |

### Települések
Adigeföldön (a 2010. évi népszámláláskor) 2 város, 5 városi jellegű település és 225 falusi település található, mely utóbbiak közül 7 lakatlan.
A 2010. évi népszámlálás adatai szerint 51% a városi (városokban vagy városi jellegű településeken élő) népesség aránya. A legnagyobb falu népessége meghaladja a 14 ezer főt, és összesen 18-é éri el a háromezret, melyek együttesen a köztársaság lakosainak 23%-a számára nyújtanak otthont. A településhálózat döntő részét azonban a legfeljebb néhány száz lakosú aprófalvak alkotják.
Adigeföld legjelentősebb települései a következők (2010. évi népességükkel):
Városok:
- Majkop (144 249)
- Adigejszk (12 237)

Városi jellegű települések:
- Jablonovszkij (26 171)
- Enyem (17 890)
- Tulszkij (10 732)
- Kamennomosztszkij (7213)
- Tljusztyenhabl (5403)

Népesebb falusi települések:
- Giaginszkaja (14 121)
- Hanszkaja (11 245)
- Krasznogvargyejszkoje (9459)
- Kosehabl (7 239)
- Dondukovszkaja (6603)
- Krasznooktyabrszkij (5875)
- Tahtamukaj (5214)

## Politika, államszervezet

Adigeföld közigazgatása

A köztársaság jelenlegi alkotmányát 1995. május 14-én fogadták el. Adigeföld élén 2007. január 13-ától köztársasági elnökként, 2012. január 13. óta a köztársaság vezetőjeként Aszlan Kitovics Thakusinov (1947) áll.
A törvényhozó testület a kétkamarás Államtanács (Hasze), a kormány élén pedig a miniszterelnök (2006. szeptember 16. óta Kazbek Paranuk) áll. Az Államtanácsot ötéves időszakra választják és 54 képviselője van. A legutolsó parlamenti választások 2006. március 12-én voltak és a következő pártok jutottak be (7% küszöb mellett):
- Egységes Oroszország (JR, 33,7%)
- Kommunista Párt  (KPRF, 15%)
- Egyesült Iparpárt (ROPP, 13%)
- Agrárpárt (APR, 11%)

A köztársaság 3 képviselőt küld az orosz parlamentbe, egyet az Állami Dumába és kettőt a Szövetségi Tanácsba.

### Közigazgatás és önkormányzatok
Adigeföld (a 2010. évi népszámláláskor) közigazgatási szempontból 7 járásra oszlik, ezen kívül mindkét város köztársasági alárendeltségű, tehát nem tartoznak egyik járáshoz sem. Mindkét városhoz vidéki területek is be vannak osztva, melyek így szintén nem tartoznak egyik járáshoz sem.
Az önkormányzatok területi beosztása megegyezik a közigazgatási felosztással. A 7 járás mindegyikében járási önkormányzat működik, a városok pedig a járásoktól független városi körzetet alkotnak, melyek egyszintű önkormányzatok, egyszerre gyakorolják a járási és a községi önkormányzati hatásköröket nem csak a városban, hanem a hozzá beosztott vidéki területen is. A járásokhoz tartozik az 5 városi község – melyek központjai a városi jellegű települések – és a 46 falusi község. A köztársaságban található 3 községközi terület is, melyek valamely járásnak a községekhez nem tartozó, ritkán lakott területei.
A járások (zárójelben az orosz és az adige név) és székhelyeik:
- Giaginszkajai járás (Гиагинский район, Джэджэ район), Giaginszkaja
- Kosehabli járás (Кошехабльский район, Кощхьэблэ район), Kosehabl
- Krasznogvargyejszkojei járás (Красногвардейский район, Красногвардейскэ район), Krasznogvargyejszkoje
- Majkopi járás (Майкопский район, Мыекъуапэ район), Tulszkij
- Sovgenov járás (Шовгеновский район, Шэуджэн район), Hakurinohabl
- Tahtamukaji járás (Тахтамукайский район, Тэхъутэмыкъуай район), Tahtamukaj
- Tyeucsezsszki járás (Теучежский район, Теуцожь район), Ponyezsukaj

A járások közül négy a székhelye nevét viseli, míg a Majkopi járás a közelében fekvő köztársasági fővárosról, a Sovgenov járás Mosz Sovgenov bolsevik vezetőről, a Tyeucsezsszki járás pedig Cug Tyeucsezs szovjet adige költőről kapta a nevét.

## Turizmus

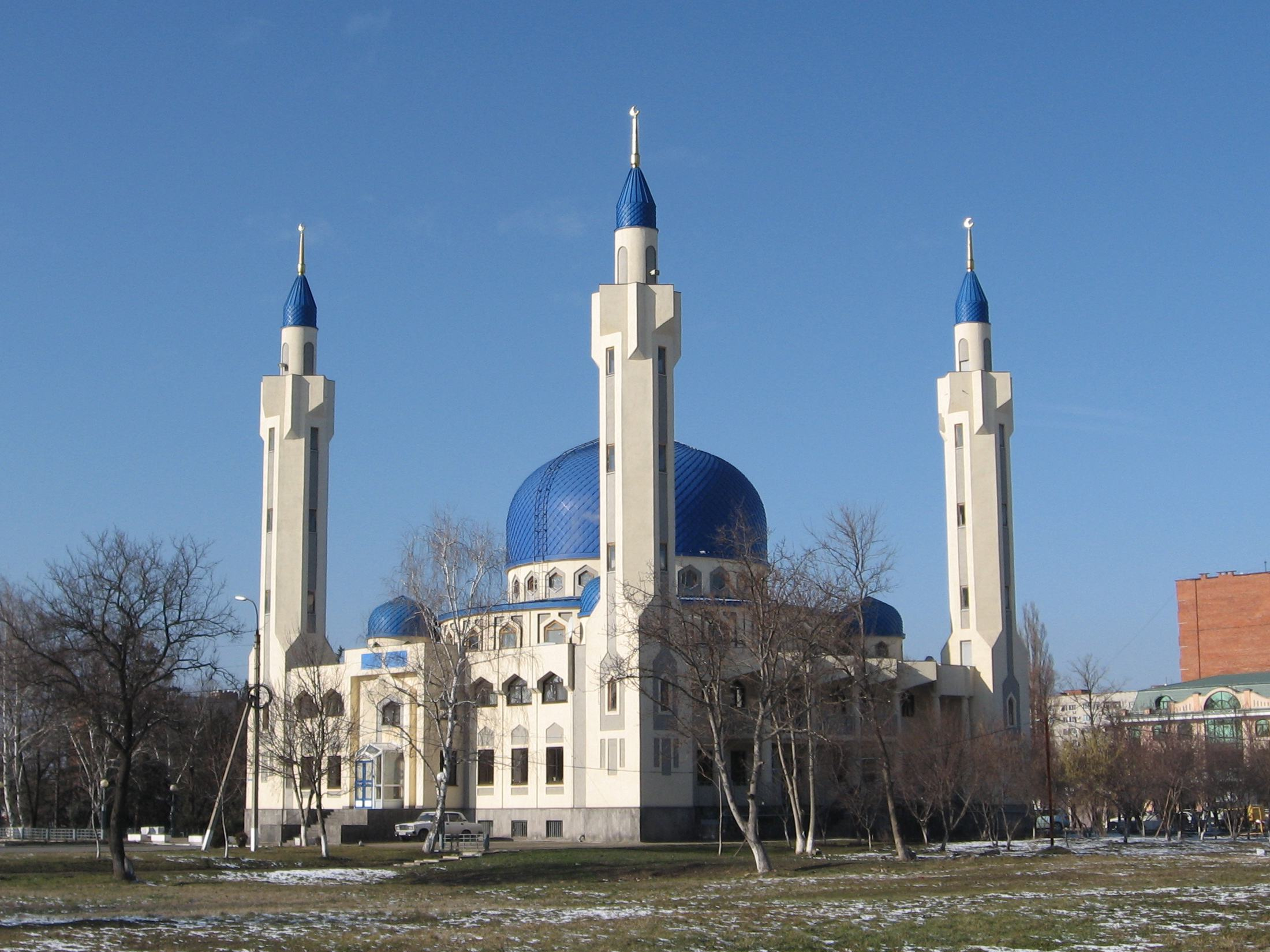
Majkop, a székhely
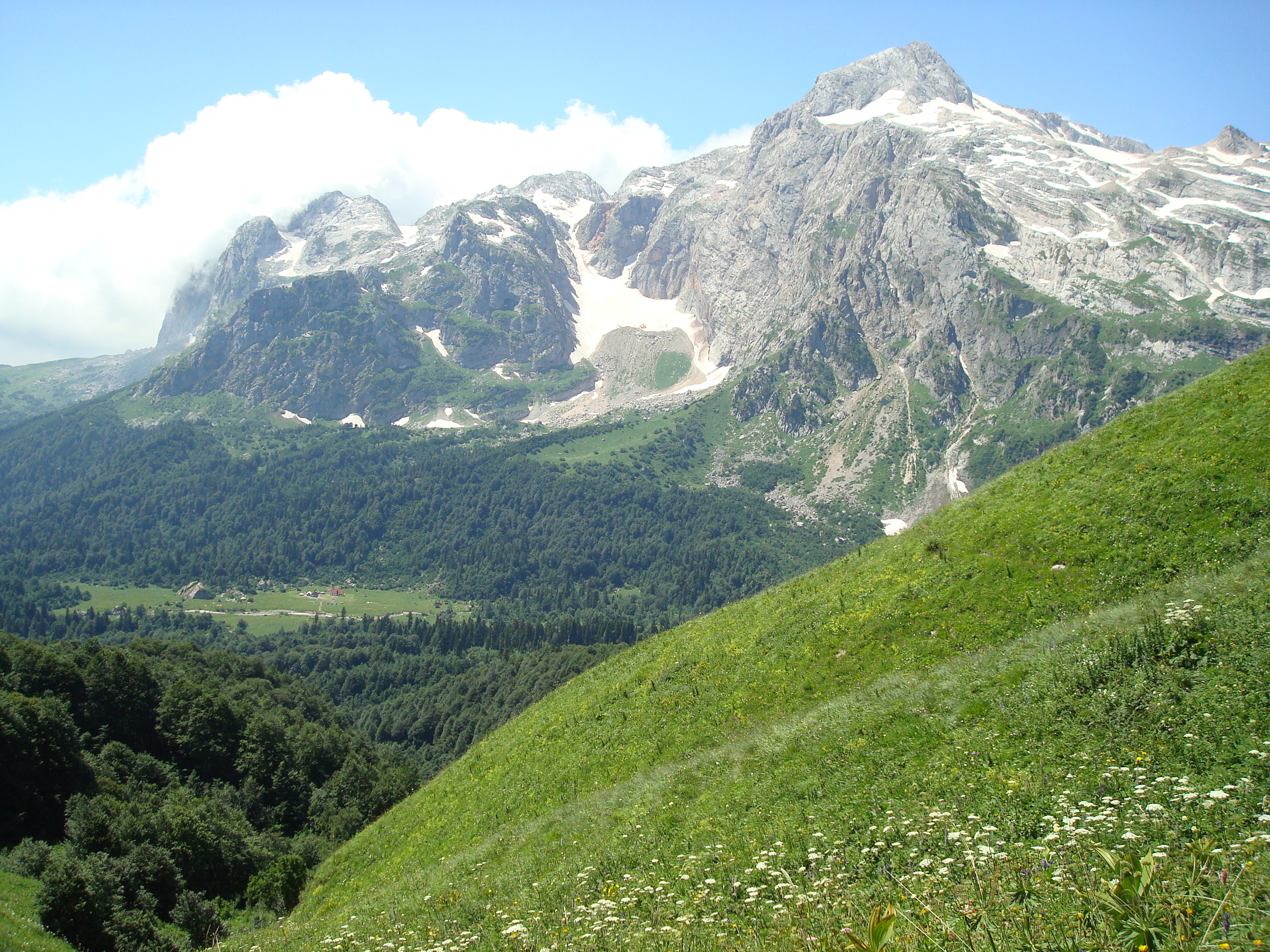
Fisht-hegy
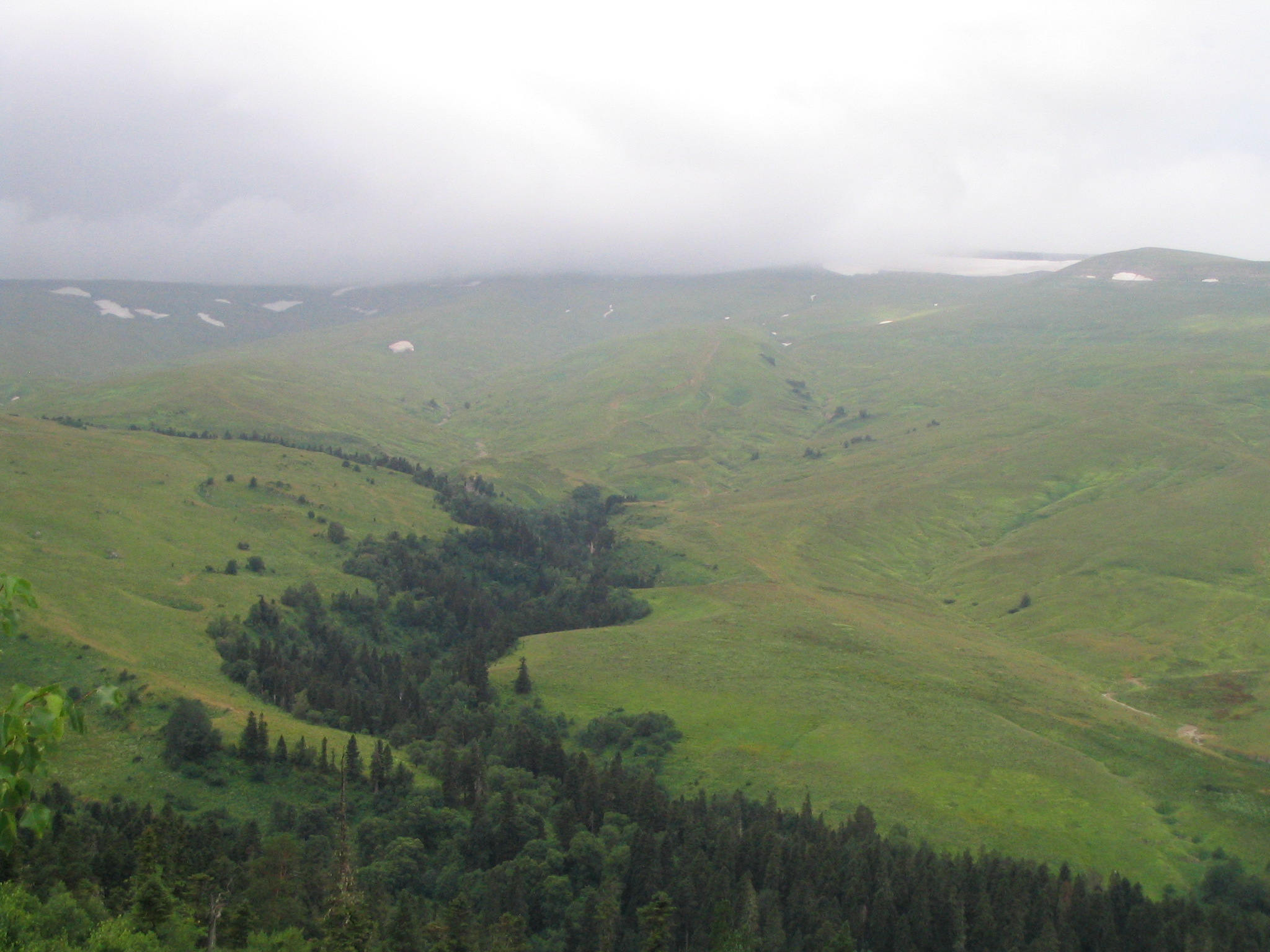
Lago-Naki